# Bixente Oyarzabal
Bixente Oyarzabal Odriozola (Urrestilla, Guipúzcoa, España, 14 de agosto de 1964) es un exfutbolista español que se desempeñaba como centrocampista.
Los 324 partidos que jugó en la Sociedad Deportiva Eibar fueron en Segunda División.

## Clubes
| Club        | País   | Año       |
| ----------- | ------ | --------- |
| S. D. Eibar | España | 1989-2000 |
| Lagun Onak  | España | 2000-2001 |